# Strieła (ramię)

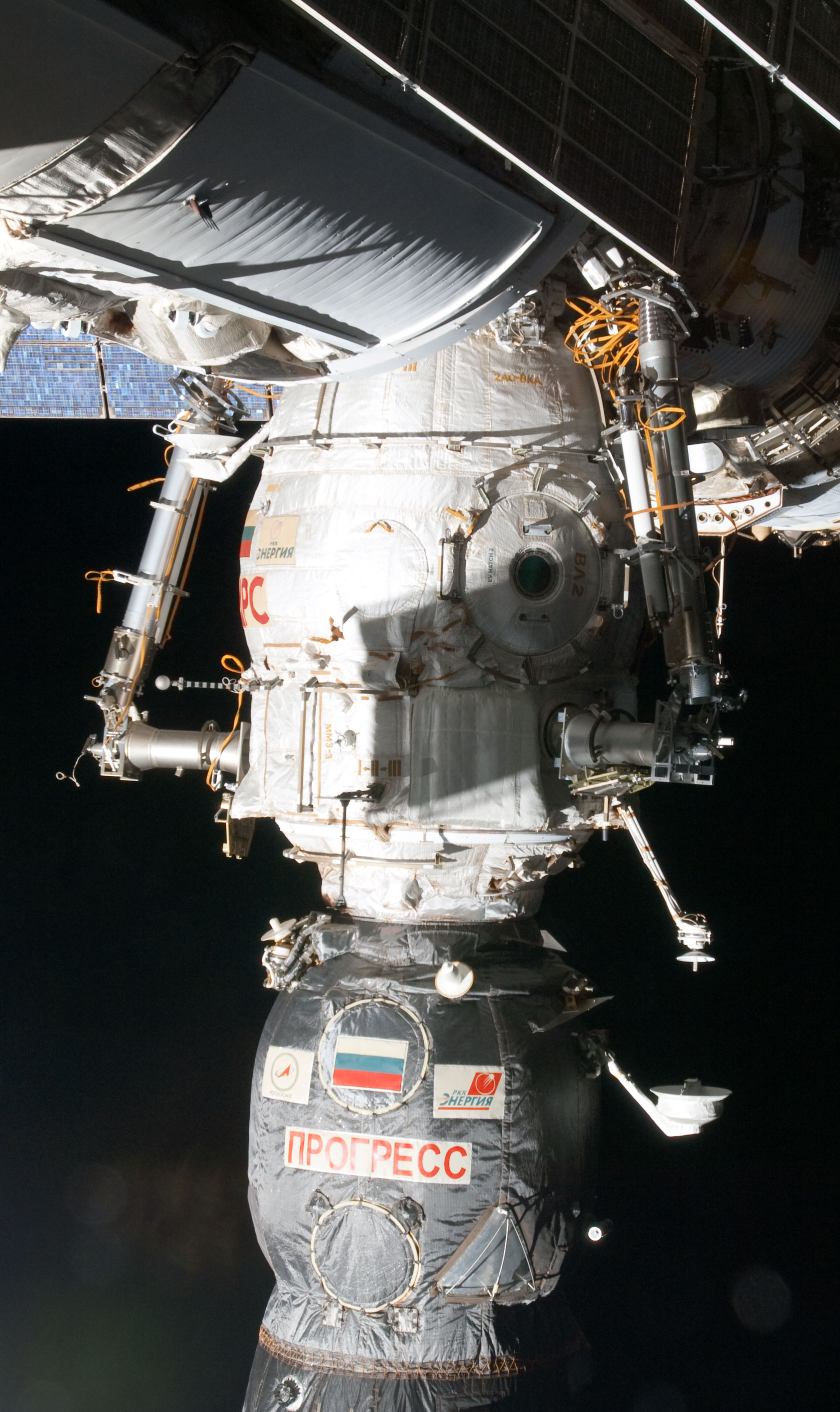
Ramiona Strieła na kadłubie modułu Pirs

Strieła (ros. стрела, strzała) – rosyjski manipulator umożliwiający przenoszenie ludzi i narzędzi dookoła stacji Mir oraz rosyjskiego segmentu Międzynarodowej Stacji Kosmicznej.
Na stacji Mir były 2 manipulatory Strieła dostarczone za pomocą statku Progress, a następnie zamontowane na bazowym module stacji (DOS-7).
Manipulatory Strieła na ISS (również dwa) przywieziono za pomocą palet ICC na pokładzie wahadłowców: Discovery (Strieła 1; STS-96) i Atlantis (Strieła 2; STS-101). Manipulatory Strieła w rosyjskiej części ISS zamontowano na kadłubie śluzy Pirs. W lutym 2012 dwóch kosmonautów Ekspedycji 30 przeniosło manipulator Strieła 1 na kadłub MIM-2 Poisk, gdyż śluza Pirs ma zostać odłączona od ISS, a następnie zniszczona wskutek wchodzenia w atmosferę ziemską. W sierpniu 2012 dwaj inni kosmonauci przemieścili manipulator Strieła 2 na moduł Zaria. W miejsce modułu Pirs ma zacumować rosyjskie laboratorium Nauka, jednak termin jego startu był już wielokrotnie przekładany.